# Naritu
Naritu (kinesiska: 那日图, 那日图苏木) är en socken i Kina. Den ligger i den autonoma regionen Inre Mongoliet, i den norra delen av landet, omkring 410 kilometer nordost om regionhuvudstaden Hohhot. Antalet invånare är 6854. Befolkningen består av 3 402 kvinnor och 3 452 män. Barn under 15 år utgör 13,0 %, vuxna 15-64 år 81 %, och äldre över 65 år 5,0 %.
Genomsnittlig årsnederbörd är 474 millimeter. Den regnigaste månaden är juli, med i genomsnitt 121 mm nederbörd, och den torraste är januari, med 3 mm nederbörd.